# Tegh
Pour l’article homonyme, voir Tegh (monastère).
Tegh (en arménien Տեղ) est une communauté rurale du marz de Syunik en Arménie. En 2008, elle compte 2 510 habitants.
Tegh est traversée par la   route magistrale 12. 